# Bernhard Rust
Karl Josef Bernhard Rust (Hannover, 30 september 1883 - Berne, 8 mei 1945) was van 1934 tot 1945 rijksminister van Onderwijs in nazi-Duitsland. Hij was ook parlementslid voor de NSDAP in de Rijksdag. En SA-Obergruppenführer (luitenant-generaal) in de Sturmabteilung.

## Biografie
Rust studeerde Germanistiek, Latijn en Grieks in Berlijn en München, waarna hij ten slotte gymnastiekleraar werd aan het Ratsgymnasium te Hannover.

### Vroege carrière
In de Eerste Wereldoorlog nam hij dienst in het leger waar hij werd onderscheiden met het IJzeren Kruis voor betoonde moed. Hij bereikte de rang van luitenant, voordat hij gewond raakte aan zijn hoofd.
In 1922 werd hij lid van de NSDAP, waar hij snel opklom en in 1925 werd hij aangesteld als gouwleider over Hannover-Braunschweig. In 1930 werd hij ontslagen als leraar na te zijn beschuldigd van dronkenschap, hoewel andere bronnen spreken dat hij werd beschuldigd van het betasten van een meisje. Officieel trad hij terug vanwege de hoge werkdruk. Later dat jaar werd hij gekozen voor de Rijksdag.

### Derde Rijk
Toen Hitler in 1933 aan de macht kwam, benoemde hij Rust tot minister van Cultuur voor Pruisen. In 1934 werd Rust benoemd tot minister van Onderwijs voor het gehele rijk. In 1940 werd hij ook Gruppenführer in de SA.
De taak van Rust was om de nazi-ideologie te verspreiden en weerstand uit te roeien. Zo zuiverde hij de universiteiten van Joden en leraren met linkse ideeën. Meer dan duizend geleerden verloren hun baan onder wie James Franck, Fritz Haber, Arthur Korn en Otto Meijerhof, waardoor de Duitse wetenschap ernstig verzwakt werd..
Rust was een aanhanger van Gregor Strasser en had het geluk om de Nacht van de Lange Messen te overleven toen Hitler de linkse vleugel uit de partij zuiverde. Bernhard Rust pleegde op 8 mei 1945 zelfmoord toen het duidelijk werd dat nazi-Duitsland de oorlog had verloren. Op dezelfde dag gaf de Wehrmacht, zich onvoorwaardelijk over aan de geallieerden.

## Carrière
Rust bekleedde verschillende rangen in zowel de NSDAP als Sturmabteilung. De volgende tabel laat zien dat de bevorderingen niet synchroon liepen.
| Datums                      | Pruisische leger                                                 | NSDAP               | Sturmabteilung       | Staatsdienst   |
| --------------------------- | ---------------------------------------------------------------- | ------------------- | -------------------- | -------------- |
| 1 april 1908                | Einjährig-Freiwilliger (vrije vertaling: eenjarige vrijwilliger) | —                   | —                    | —              |
| 1912                        | Leutnant der Reserve                                             | —                   | —                    | —              |
|                             | Oberleutnant der Reserve                                         | —                   | —                    | —              |
| 22 maart 1925               | —                                                                | Gauleiter der NSDAP | —                    | —              |
| 4 februari 1933             | —                                                                | Reichskommissar     | —                    | —              |
| 22 april 1933               | —                                                                | —                   | —                    | Staatsminister |
| 9 november 1933             | —                                                                | —                   | SA-Gruppenführer     | —              |
| 30 april 1934 - 11 mei 1934 | —                                                                | —                   | —                    | Reichsminister |
| 9 november 1936             | —                                                                | —                   | SA-Obergruppenführer | —              |

## Lidmaatschapsnummer
- NSDAP-nr.: 3390 (lid geworden 1921?, hernieuwd lid 4 mei 1925[13][5])

## Onderscheidingen
Selectie:
- IJzeren Kruis 1914, 1e Klasse[3][6] (voorjaar 1917[4]) en 2e Klasse[4][3][6]
- Ridderkruis in de Huisorde van Hohenzollern[3] met Zwaarden[6] op 13 juli 1918[4]
- Gouden Ereteken van de NSDAP[6] in 1933[4]
- Kruis voor Militaire Verdienste (Oostenrijk-Hongarije)
- Ereteken voor trouwe dienst
- Grootkruis in de Orde van de Feniks op 14 april 1937[4]

## Publicaties
- (de)  Papen oder Hitler?. 1932.
- (de)  Die beiden grossen Reden auf der Reichstagung des N.S.L.B. in Frankfurt am Main. 1934.
- (de)  nationalsozialistisch Deutschland und die Wissenschaft[dode link]. 1936.
- (de)  Reichsuniversität und Wissenschaft. 1940.

- Bibliothèque nationale de France: cb170751153 (data)
- Gemeinsame Normdatei: 119368617
- International Standard Name Identifier: 0000 0000 8251 0135
- Library of Congress Control Number: n2002069084
- Nationale Bibliotheek van Tsjechië: xx0073966
- Nederlandse Thesaurus van Auteursnamen: 073880019
- SNAC: w6ms6cnp
- Système universitaire de documentation: 24230432X
- Virtual International Authority File: 64815629
- WorldCat: E39PBJxd4bmbRmvKXkrpwrWxDq

Adolf Hitler · Franz von Papen · Konstantin von Neurath · Joachim von Ribbentrop · Wilhelm Frick · Heinrich Himmler · Lutz Schwerin von Krosigk · Alfred Hugenberg · Kurt Schmitt · Hjalmar Schacht · Hermann Göring · Walther Funk · Franz Seldte · Franz Gürtner · Franz Schlegelberger · Otto Georg Thierack · Werner von Blomberg · Wilhelm Keitel · Freiherr von Eltz-Rübenach · Julius Heinrich Dorpmüller · Wilhelm Ohnesorge · Walther Darré · Herbert Backe · Joseph Goebbels · Bernhard Rust · Fritz Todt · Albert Speer · Alfred Rosenberg · Hanns Kerrl · Hermann Muhs · Otto Meißner · Hans Heinrich Lammers · Martin Bormann · Karl Hermann Frank · Rudolf Hess · Ernst Röhm · Paul Giesler